# 胡毋輔之
胡毋輔之（270年—318年），字彥國，泰山奉高人。高祖父是東漢執金吾胡毋班。胡毋輔之為人嗜酒任誕，但有高名，後避亂南渡江東，在晉官至湘州刺史。

## 生平
胡毋輔之年輕時已有高名，並會評鑒他人。太尉王衍與他及王澄、王敦及庾敳四人親好，將四人並稱為四友。胡毋輔之先後獲辟為別駕和太尉掾，但他都不就任，後來因家貧而請求試守繁昌令，並為此改變了嗜酒的習慣，遂有能幹的名聲。後來調為尚書郎，並參與了進攻齊王司馬冏，獲賜爵陰平男。多次升遷後至司徒左長史，請求外任下轉為建武將軍、樂安太守。不過，胡毋輔之在樂安郡與當地人光逸經常飲酒，沒有理會郡中事務。隨後時為皇太弟的成都王司馬穎召胡毋輔之為中庶子。
後來東海王司馬越聽聞胡毋輔之的名聲，召他當自己的從事中郎，補振威將軍、陳留太守。不過，及後漢趙將領王彌經過陳留，胡毋輔之被指責沒有出兵討伐而被免官。不久又任司馬越的右司馬、本州大中正。永嘉五年（311年），司馬越去世，同年發生永嘉之亂，胡毋輔之南渡避難，時仍為安東將軍、琅琊王的晉元帝司馬睿遂以其為安東諮議參軍。不久改任揚武將軍、湘州刺史、假節。不過胡毋輔之到州後不久便去世，享年四十九歲。

## 性格特徵
- 胡毋輔之除了愛飲酒，行為亦放縱而不拘小節。在為太弟中庶子之時與謝鯤、阮脩、王尼、畢卓等人交好，同時又以自己上承阮籍，得大道之本，故脫衣露體，行為如同禽獸[2]。渡江後，胡毋輔之等人行為飲酒任誕依舊，與光逸、謝鯤、阮放、畢卓、羊曼、桓彝及阮孚被當時人稱為「八達」[3]。而其時又有人將八位兗州士族人士並稱，稱阮放為宏伯，郗鑒為方伯，輔之為達伯，卞壼為裁伯，蔡謨為朗伯，阮孚為誕伯，劉綏為委伯，羊曼為濌伯，號為「兗州八伯」[4]。
- 胡毋輔之一次到河南郡飲酒，當時河南騶卒王子博箕腿坐在其旁邊，輔之就差使他去拿火。王子博卻拒絕：「我是個騶卒，只當做我職責內的事，還怎可以再給別人差遣！」輔之遂和他談話一番，然後歎道：「我比不上他呀！」後更向河南尹樂廣舉薦王子博，最終子博獲提拔為功曹。輔之都是這樣選拔人物的。

## 家庭

### 父輩
- 胡毋原，字伯長[5]，官至河南令。[6]

### 子女
- 胡毋謙之，字子光，二十餘歲卒。[7]

## 延伸阅读
[在维基数据编辑]
 《晉書·卷049》，出自房玄齡《晉書》